# Formigueret de collar
El formigueret de collar (Herpsilochmus pectoralis) és una espècie d'ocell de la família dels tamnofílids (Thamnophilidae).

## Hàbitat i distribució
Habita zones arbustives i caatinga a les zones costaneres de l'est del Brasil.